# Michael Brennan (Hockeyspieler)
Michael Gene Brennan, OAM (* 15. Oktober 1975 in Toowoomba) ist ein ehemaliger australischer Hockeyspieler, der mit der australischen Hockeynationalmannschaft 2004 Olympiasieger sowie 2000 Olympiadritter war.

## Sportliche Karriere
Brennans erstes großes Turnier war die Weltmeisterschaft 1998 in Utrecht. Die Australier gewannen ihre Vorrundengruppe vor den Spaniern. Nach einer 2:6-Niederlage im Halbfinale gegen die Niederländer unterlagen die Australier im Spiel um Bronze der deutschen Mannschaft mit 0:1. Bei den Commonwealth Games 1998 in Kuala Lumpur stand erstmals ein Hockeyturnier auf dem Programm. Die Australier gewannen ihre Vorrundengruppe und bezwangen im Halbfinale die englische Mannschaft mit 3:2 nach Verlängerung. Im Finale gewann sie mit 4:0 gegen die Mannschaft Malaysias.
Bei Brennans erster Olympiateilnahme 2000 in Sydney gewannen die Australier ihre Vorrundengruppe mit drei Siegen und zwei Unentschieden. Im Halbfinale gegen die niederländische Mannschaft stand es am Ende 0:0 und durch Penaltyschießen erreichten die Niederländer das Finale. Die Australier siegten im Kampf um Bronze gegen die pakistanische Mannschaft mit 6:3. Brennan erzielte gegen Pakistan den sechsten Treffer.
Nach einer längeren Pause kehrte Brennan 2004 in die Nationalmannschaft zurück. Bei den Olympischen Spielen 2004 in Athen belegten die Australier in der Vorrunde den zweiten Platz hinter den Niederländern, im direkten Duell unterlagen die Australier mit 1:2. Im Halbfinale besiegten die Australier die spanische Mannschaft mit 6:3. Im Finale trafen die Australier wieder auf die niederländische Mannschaft und gewannen mit 2:1 in der Verlängerung durch Sudden Death.
Insgesamt spielte Michael Brennan in 134 Einsätzen für die Nationalmannschaft, der Mittelfeldspieler erzielte dabei 53 Tore.